# تيم كولمان
تيم كولمان (بالإنجليزية: Tim Coleman)‏ (26 أكتوبر 1881 في المملكة المتحدة - 20 نوفمبر 1940) هو لاعب كرة قدم بريطاني (وحمل سابقاً جنسية المملكة المتحدة لبريطانيا العظمى وأيرلندا) في مركز الهجوم. شارك مع منتخب إنجلترا لكرة القدم. أما مع النوادي، فقد لعب مع نادي أرسنال ونادي إيفرتون ونادي سندرلاند ونادي فولهام ونادي نورثامبتون تاون ونوتينغهام فورست ونادي كيترينغ تاون وTunbridge Wells F.C. ‏.

## وصلات خارجية
- تيم كولمان على موقع قاعدة بيانات كرة القدم.إي يو (الإنجليزية)
- تيم كولمان على موقع ناشيونال فوتبول تيمز (الإنجليزية)
- تيم كولمان على موقع عالم كرة القدم.نت (الإنجليزية)